# Doreen Denny
Doreen Denny (28 gennaio 1941) è un'ex danzatrice su ghiaccio britannica. Insieme a Courtney Jones ha vinto due medaglie d'oro al Campionato del mondo, nel 1959 e nel 1960, tre medaglie d'oro al Campionato europeo, dal 1059 al 1961, e tre medaglie d0oro al Campionato nazionale britannico, dal 1959 al 1961.

## Palmarès
(con Courtney Jones)
| Evento                | 1959 | 1960 | 1961 |
| --------------------- | ---- | ---- | ---- |
| Campionati mondiali   | 1°   | 1°   | C    |
| Campionati europei    | 1°   | 1°   | 1°   |
| Campionati britannici | 1°   | 1°   | 1°   |

C = Il Campionato del mondo del 1961 è stato cancellato a causa dell'incidente del Volo Sabena 548.